# 生体情報モニタ

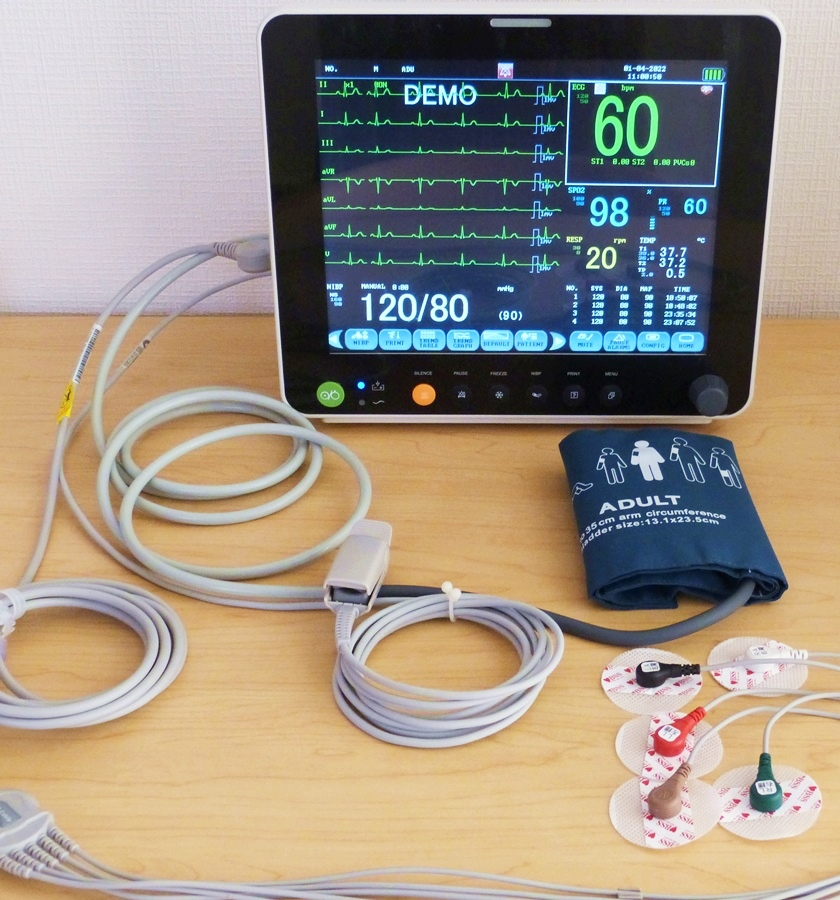
循環器科の 5点誘導式 生体情報モニター

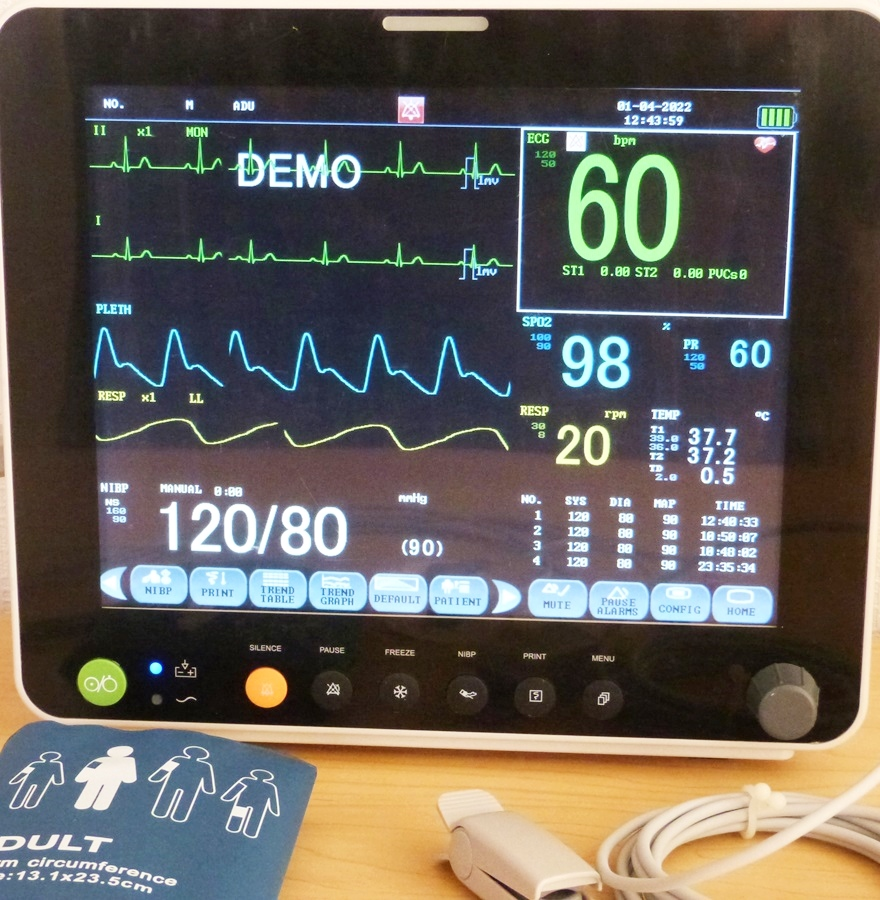
循環器科の 生体情報モニター画面　(表示画面はデモンストレーション モード)

本記事は、バイタルサインモニタ、生体情報モニタ 、患者モニタ、心電図モニタ、ベッドサイドモニタ (medical monitor,patient monitor) などと称されるものを解説する。

## 概要
人のバイタルサインをモニタリングする装置である。心電図・心拍数・血圧・血中酸素飽和度・呼吸数・体温といったバイタルサインをモニタリングし（＝継続的に測定・記録し）、患者の状態に異常な波形や数値を検知したときには アラーム音などで知らせる。主として医療機関（病院や診療所、クリニックなど）の手術室・集中治療室・病室などで用いられる。

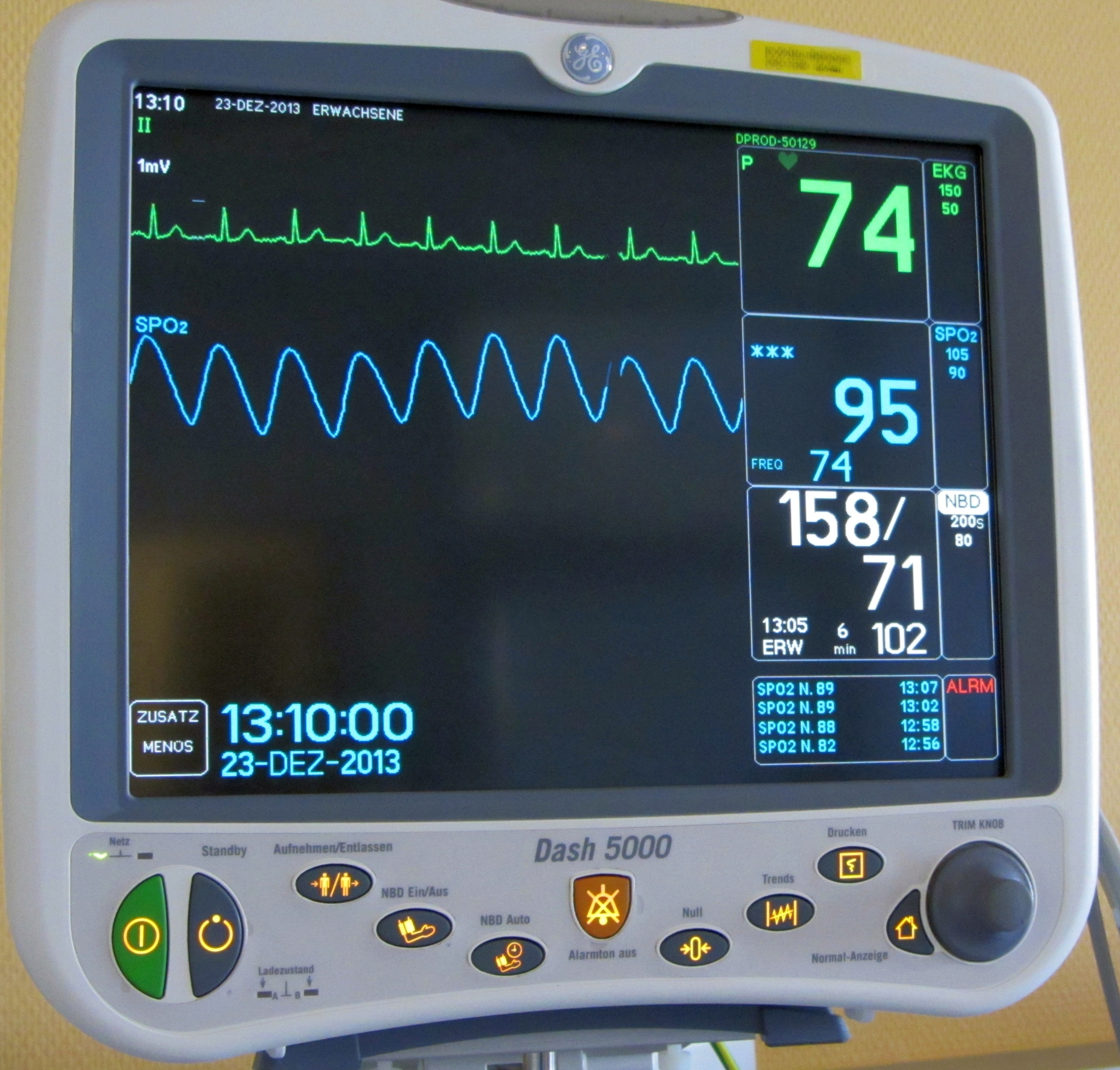
一般病棟の 3点誘導式モニター

従来は医療関連の用途を対象とした据え置き式が主流であったが、近年では装置の小型軽量化が進みつつあり、ウェアラブルコンピュータと組み合わせることで、外出時のリアルタイムでのデータ収集等、多様なアプリケーションが開発されつつある。 
歴史と様々な呼称

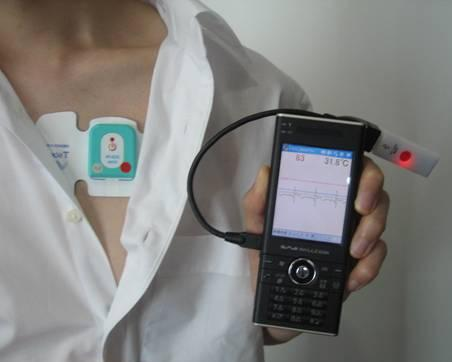
小型心電図テレメトリー

1964年に世界に先駆けて日本光電工業の久保田博南らにより商品化された。現在も用いられている「ベッドサイドモニタ」の呼称は、日本光電社内で提案された和製英語が発端であるとされる。 古くから正式名称として「患者監視装置」とも呼称されていたが、この呼称は1967年の東北大学病院のICUへの納入時の「重症患者監視装置」に遡るとされる。この名称は2000年代以降、「生体情報モニタ」に呼び変えられていっている。 
久保田博南によって発案された「バイタルサインモニタ」という名称も用いられている。学会では「臨床モニター」とも呼ばれている。また病院内では単に「モニタ」と呼ばれることが多い。

## 種類
対象となる患者の人数により、多人数用の生体情報モニタシステムと1人用の単体機に分けられる。多人数用のものは、患者のベッドサイドに置くベッドサイドモニタとナースステーションなどにおくセントラルモニタから構成される。また、患者の生体情報を複数にわたってモニタリングする多チャネルモニタと一つだけを対象とする1チャネルモニタに分けることもできる。1チャネルモニタとしての代表格が心電図モニタである。しかし、近年ではパルスオキシメーターが生体情報モニタとして利用されるケースが多くなってきている。さらには、患者の生体情報を直接的に生体情報モニタ本体に伝達する方式（有線方式ともいう）と、電波などを利用して無線送信する方式（ワイヤレス・テレメトリー方式ともいう）に大別される。

### 生体情報モニタ
測定項目は心電図、血圧、脈拍、呼扱などが重要であるが、なんといっても心電図が生体情報 モニタリングの中心である。
「心電図モニタ」とか「ハートモニタ」とも呼ばれている。
患者の心電図を長時間にわたり連続モニタするため、ブラウン管、液晶画面などの表示装置に、心電図、
心拍数などを表示し、必要によっては警報を発することを主な機能とする最も基本的な生体情報モニタである。
する
最近の心電図モニタは、ME 技術の急速な進歩により、 
- 機能、性能の向上
- 安全性、信頼性の向上
- 小型化、軽量化

などが図られ、その使用場所も一般病棟をはじめ
ICU、CCU、手術室などに広がってきている。
心電図モニタには、有線式と無線式があるが基本的な構成は次の通りである。
心電図モニタの基本的構成
1)電極部
心電図信号を検出する電極は、長時間にわたり患者に装着するので、患者の負担が少なく取扱い
が簡単で、かつ安定に動作するモニタ用の電極が用いられる、電極の装着異常を電気的に検出し、
その旨を表示する機能を持つものもある。以下のような場合には、心電図が正しく測定できない。 
1. 患者の発汗
2. 皮膚前処理の不足
3. 使い捨て電極の乾燥
4. 異種電極の混用
5. 誘導コード（リード線）の断線
6. 接続コネクタの接触不良

モニタで心電図を監視する上で、しばしばおこる問題として電極の装着異常がある。モニタは、一般に電極の装着状態を電極間のインピーダンス（抵抗）や電極の分極電圧でモニタリングしているので、これらに影響を及ぼすような状態になれば、電極の装着異常の表示を行う。 
従って、装着異常が表示され続けているときは、装置の故障以外の原因についても検討が必要である。
確実にモニタするにはアルコールによる清拭など皮膚の前処理を必ず行うこと、および目的とする誘導部位に電極を正しく装着することが重要である。誘導方式には、誘導切換できる方式とモニタとして一つの固定した誘導で行う方式がある。

## 主なメーカー
- フィリップス
- GE横河メディカルシステム
- 日本光電工業
- フクダ電子
- フクダコーリン